# Ligne de base (typographie)
Pour les articles homonymes, voir Ligne de base (homonymie).

En rouge, la ligne de base

En typographie et manuscriture, la ligne de pied ou ligne de base, de l'anglais baseline, est la ligne sur laquelle la plupart des lettres reposent et au-dessous de laquelle s'étendent les jambages. Dans l'exemple à droite, le p a un jambage, les autres lettres reposent sur la ligne de base, en rouge.